# Крофтон (Кентуккі)
Крофтон (англ. Crofton) — місто (англ. city) в США, в окрузі Крістіан штату Кентуккі. Населення — 653 особи (2020).

## Географія
Крофтон розташований за координатами 37°2′53″ пн. ш. 87°29′1″ зх. д. / 37.04806° пн. ш. 87.48361° зх. д. (37.047926, -87.483496).  За даними Бюро перепису населення США в 2010 році місто мало площу 1,62 км², з яких 1,62 км² — суходіл та 0,00 км² — водойми.

## Демографія
Згідно з переписом 2010 року, у місті мешкало 749 осіб у 330 домогосподарствах у складі 193 родин. Густота населення становила 463 особи/км².  Було 379 помешкань (234/км²).
Расовий склад населення:
| - 86,5 % — білих - 9,5 % — чорних або афроамериканців - 0,1 % — корінних американців - 0,1 % — азіатів |

До двох чи більше рас належало 3,7 %. Частка іспаномовних становила 1,6 % від усіх жителів.
За віковим діапазоном населення розподілялося таким чином: 23,4 % — особи молодші 18 років, 59,6 % — особи у віці 18—64 років, 17,0 % — особи у віці 65 років та старші. Медіана віку мешканця становила 40,5 року. На 100 осіб жіночої статі у місті припадало 88,7 чоловіків;  на 100 жінок у віці від 18 років та старших — 82,2 чоловіків також старших 18 років.
Середній дохід на одне домашнє господарство  становив 40 317 доларів США (медіана — 33 646), а середній дохід на одну сім'ю — 46 555 доларів (медіана — 46 477). За межею бідності перебувало 19,5 % осіб, у тому числі 20,1 % дітей у віці до 18 років та 26,8 % осіб у віці 65 років та старших.
Цивільне працевлаштоване населення становило 274 особи. Основні галузі зайнятості: освіта, охорона здоров'я та соціальна допомога — 23,0 %, виробництво — 21,9 %, роздрібна торгівля — 16,8 %.